# Dolanlar
Dolanlar est un village d'Azerbaïdjan situé dans le raion de Khojavend. Elle était jusqu'en 2020, une communauté rurale de la région de Hadrout, au Haut-Karabagh, sous le nom d'Arevashat (en arménien : Արևաշատ). La population s'élevait à 180 habitants en 2005.

## Géographie
Il est situé à 40 km au sud de Stepanakert.

## Histoire
Faisant partie de l'oblast autonome du Haut-Karabagh à l'époque soviétique, le village passe sous contrôle arménien pendant la première guerre du Haut-Karabakh le 2 octobre 1992 et est administré dans le cadre de la région d'Hadrout de la République d'Artsakh. Le 23 octobre 2020, le village est repris par l'Azerbaïdjan au cours de la deuxième guerre du Haut-Karabagh.